# 남양주 흥국사 대웅보전 목조석가삼존불좌상
남양주 흥국사 대웅보전 목조석가삼존불좌상은 대한민국 경기도 남양주시 별내면 흥국사에 있는 조선시대의 불상이다. 2011년 3월 8일 경기도의 유형문화재 제252호로 지정되었다.

## 개요
내부에 근래에 넣은 복장물이 있는 것으로 보아 조성 당시에 넣었던 복장물은 없어진 것으로 보이나, 석조삼존불좌상의 제작연대와 조각승을 추정할 수 있고 조선후기 목조광배 중 최고의 작품성을 가져 가치가 인정된다.

## 같이 보기
- 남양주 흥국사 대웅보전

## 참고 자료
- 남양주 흥국사 대웅보전 목조석가삼존불좌상 - 국가유산청 국가유산포털